# Слободан Яковлєвич
Слободан Яковлєвич (серб. Slobodan Jakovljević/Слободан Јаковљевић, нар. 26 травня 1989, Приштина) — сербський футболіст, захисник боснійського клубу «Зріньскі». Виступав також за нитзку сербских клубів.

## Ігрова кар'єра
Слободан Яковлєвич народився 1989 року в місті Приштина. Займався в юнацьких командах футбольних клубів «Слога» (Темерин), «Црвена Звезда» (Новий Сад) та «Цемент» (Беочин). У 2010 році Яковлєвич розпочав грати в складі команди «Младост» (Апатин), однак ще в цьому році перейшов до складу клубу «Новий Сад», у якому виступав до 2012 року.
У 2012 році футболіст перейшов до складу клубу «Нові-Пазар», а наступного року став гравцем клубу «Інджія». З другої половини 2013 року сербський захисник грав у нижчоліговому угорському клубі «Сігетсентмікльош». У 2014 році гравцець повернувся на батьківщину до клубу «Радник» (Сурдулиця).
У 2015 році Яковлєвич став гравцем клубу «Спартак» (Суботиця), проте ще в цьому році став гравцем боснійського клубу «Радник» (Бієліна). З 2016 року сербський захисник грає у складі боснійського клубу «Зріньскі».

## Титули і досягнення
- Чемпіон Боснії і Герцеговини (5):

Зрінськи: 2016-17, 2017-18, 2021-22, 2022-23, 2024-25
- Володар Кубка Боснії і Герцеговини (3):

Радник (Бієліна): 2015-16
Зрінськи: 2022-23, 2023-24
- Володар Суперкубка Боснії і Герцеговини (1):

Зрінськи: 2024